# Velocitat de recessió
La velocitat de recessió és la velocitat a la qual un objecte s'allunya, generalment des de la Terra.

## Aplicació a cosmologia
La velocitat de recessió és més pertinent a galàxies distants, que (a causa de la llei de Hubble) tenen un major desplaçament cap al roig com més gran és la seva distància de la Terra. El desplaçament cap al roig és normalment interpretat tan a causa de la velocitat de recessió, els quals poden ser calculats segons la fórmula:
{\displaystyle v=H_{0}D\ }
on {\displaystyle H_{0}} és la Constant de Hubble, {\displaystyle D} és la distància d'intervenció, i {\displaystyle v} és la velocitat de recessió, en general és mesurat en km/s.
La velocitat de recessió d'una galàxia se sol calcular a partir del desplaçament cap al roig observat en la seva radiació electromagnètica emesa. La distància a la galàxia és l'estimada emprant la llei d'Hubble.